# Aleksandr Szachraj
Aleksandr Osipowicz Szachraj (ros. Александр Осипович Шахрай, ur. 1898 w Petersburgu, zm. 8 października 1949 w Moskwie) – radziecki działacz państwowy i partyjny.

## Życiorys
W 1917 został wcielony do rosyjskiej armii, od 1918 należał do RKP(b), 1918-1919 był przewodniczącym Powiatowej Rady Związków Zawodowych w Lebiedianie (gubernia tambowska) i funkcjonariuszem partyjnym, 1919-1920 służył w Armii Czerwonej. Od 1920 kierował Wydziałem Organizacyjnym i Agitacyjno-Masowym Komitetu Powiatowego RKP(b) w Kizlarze, potem do 1921 był sekretarzem Komitetu Powiatowego RKP(b) w Kizlarze, 1921-1922 był członkiem Prezydium i zastępcą kierownika Wydziału Agitacyjno-Masowego Terskiego Gubernialnego Komitetu RKP(b), a 1922-1924 studiował na Komunistycznym Uniwersytecie im. Swierdłowa. Po ukończeniu studiów pracował jako lektor i propagandzista Włodzimierskiego Gubernialnego, 1925 był sekretarzem komórki RKP(b) fabryki tkackiej w guberni włodzimierskiej, 1927-1929 sekretarzem odpowiedzialnym Komitetu Powiatowego WKP(b) w Kowrowie, a w 1929 sekretarzem odpowiedzialnym Komitetu Okręgowego WKP(b) we Włodzimierzu. Od 1929 do czerwca 1930 kierował Wydziałem Organizacyjnym Iwanowskiego Przemysłowego Komitetu Obwodowego WKP(b), od 10 czerwca 1930 do września 1933 I sekretarzem Kirgiskiego Komitetu Obwodowego WKP(b), później przewodniczącym Wszechzwiązkowego Zjednoczenia "Sojuzlnozawod" i pracownikiem Ludowego Komisariatu Przemysłu Lekkiego ZSRR.